# دوبرمان

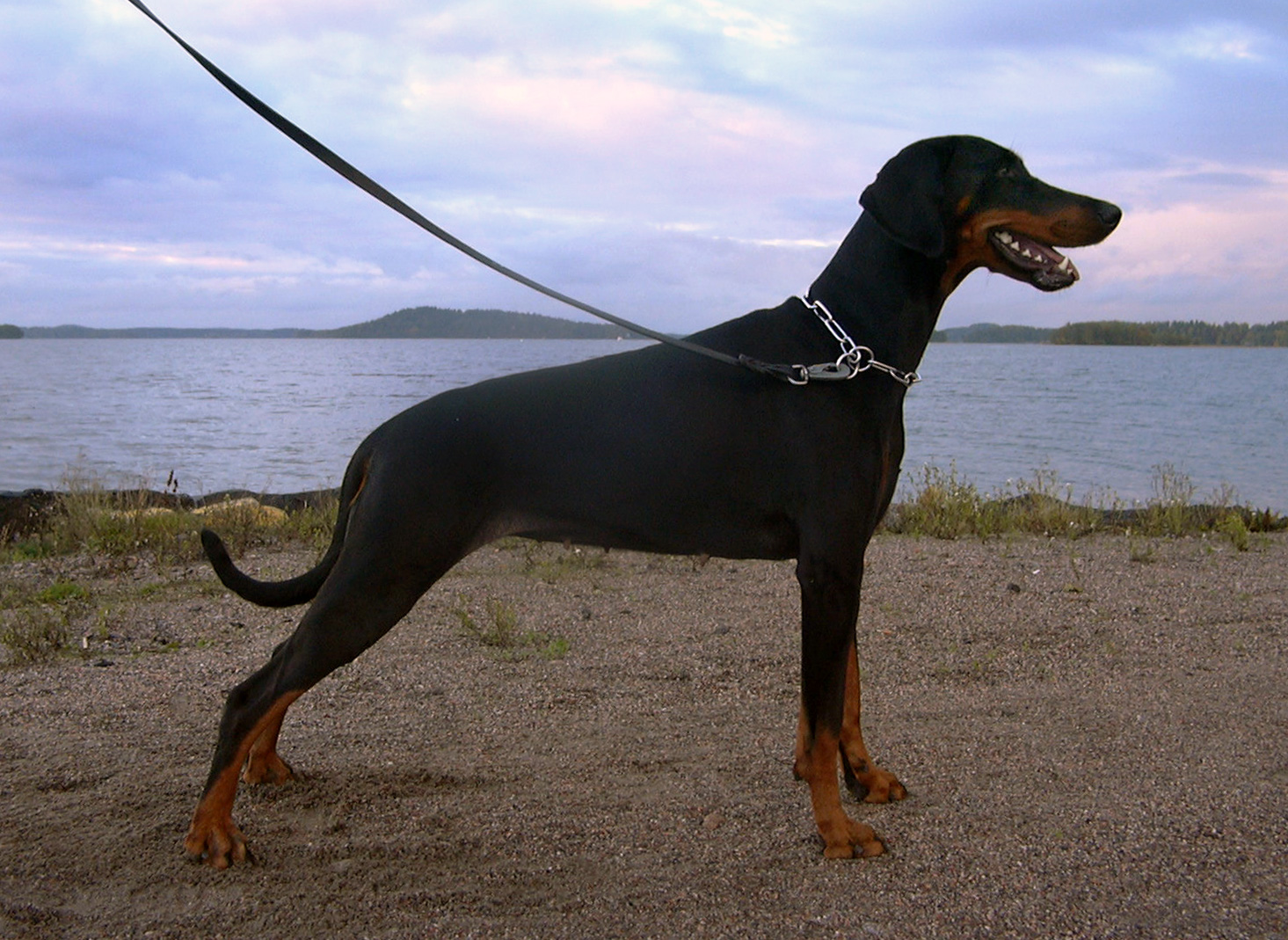
الدُّبَرمان

الدُّبَرْمان أو الدوبيرمان[بحاجة لمصدر] أو الدوبرمان[بحاجة لمصدر] (بالإنجليزية: Doberman Pinscher أو Dobermann) هو نوع من أنواع الكلاب الأليفة. وتُعتبر كلاب الدُّبَرمان من أكثر أنواع الكلاب الأليفة شيوعاً. وتتميز هذه السلالة بالذكاء، والنشاط، والولاء. وكانت هذه الكلاب تُستخدم ككلاب حراسة أو كلاب بوليسية، ولكن لم يعد ذلك شائعاً اليوم. وفي كثير من البلاد، تُعتبر كلاب الدُّبَرمان واحدة من أكثر السلالات تميُّزاً بسبب دورها الفعلي في المجتمع، واهتمام وسائل الإعلام بها. وحَسَّنت التربية الدقيقة من طبيعة تلك السلالة، حيث أصبحت كلاب الدُّبَرمان أكثر نشاطاً وحيويةً. مما يجعلها مناسبة لكي تصبح رفيقة للحياة الأسرية.

## الخصائص

### المظهر
تصف معايير نادي كينل كلاب الدُّبَرمان بأنها متوسطة الحجم، ومربعة البناء، وذو فراء قصير. كما تتميز هذه السلالة بأنها ذو بناء مضغوط، ورياضية، وسريعة. وتتصف طبيعة الدُّبَرمان بالفخر، واليقظة، والإصرار، والطاعة. كان هذا الكلب يُستخدم ككلب حراسة في الأصل. ولذلك، ينبغي أن يكون للذكور مظهر قوي ونبيل. بينما تكون الإناث ذات بنية أنحف.

#### الحجم
يتميز الدُّبَرمان بحجم متوسط. ويتراوح طول الكلب عادةً بين 26 و28 بوصة (66 و72 سم)، بينما ينراوح طول الإناث بين 24 و26 بوصة (61 و68 سم). ويتميز الدُّبَرمان بجسد مربع الشكل: حيث يتساوى طوله مع ارتفاعه حتى الكاهل. كما يجب أن يكون طول رأسه وعنقه وأرجله مناسبين لحجم جسمه.
ولا توجد معايير لوزن الدُّبَرمان. ولكن يجب أن يتمتع الكلب المثالي بحجم كاف يتناسب مع قوته، وتحمله، وخفة حركته. وعادةً ما يزن الكلب بين 75 و100 باوند (34 و45 كجم)، بينما تزن الإناث بين 60 و90 باوند (27 و41 كجم).

#### اللون

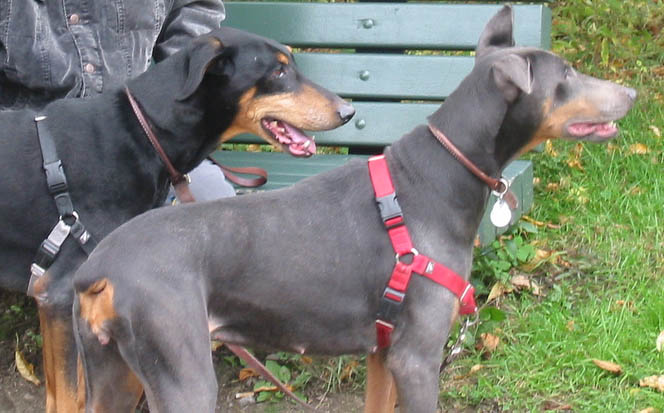
كلب دُبَرمان أسود وآخر أزرق.

هناك نوعان من جينات اللون للدُّبَرمان: الأولى أسود (B)، والثانية تخفيف اللون (D). وفيما يلي تسعة توليفات ممكنة: (BBDD، وBBDd BbDD BbDd، وBBdd، وBbdd، وbbDD، وbbDd، وbbdd). يَنتج عنها أربعة ألوان مختلفة: الأسود، والأحمر، والأزرق، والبنى الفاتح. تنتج الألوان التقليدية الأكثر شيوعاً عندما يتشارك الجينان في صفة سائدة على الأقل (مثل BBDD أو BBDd أو BbDD أو BbDd). وعادةً ما يُشار إليه باللون الأسود. بينما يأتي اللون الأحمر عندما يكون للجين الأسود اثنين من العناصر الوراثية، ويكون للجين الآخر صفة سائدة واحدة على الأقل (أي bbDD أو bbDd). ويَتحكم جين تخفيف اللون في إنتاج اللون «الأزرق» و«البنى الفاتح». حيث يحتوى جين اللون في الدُّبَرمان الأزرق على صفة سائدة واحدة على الأقل، بينما يتمتع جين تخفيف اللون بوجود عناصر وراثية (أي BBdd أو Bbdd). أما اللون البنى الفاتح فهو أقل الألوان شيوعاً. ويأتي فقط عندما يكون لكلا الجينات عناصر وراثية (أي bbdd). وبالتالي، يُعتبر اللون الأزرق درجة أخف من اللون الأسود، بينما يُعد اللون البنى الفاتح درجة أخف من اللون الأحمر. وفي حالات نادرة جداً، تم تسجيل وجود دُبَرمان «أمهق». وهو دُبَرمان ذو لون أبيض، ولذا فهو لا يعد أمهق. ولكن لُقِّب بالأمهق بسبب درجة لونه الباهتة.
يعتبر جين تخفيف اللون اضطراب يسمى إضعاف درجة اللون. ويُمكن أن يتسبب ذلك في إصابة هذه الكلاب بمشاكل جلدية. ومنذ عام 1994، منع اتحاد كلاب الدُّبَرمان تريبة الكلاب الزرقاء والبنية في ألمانيا. كما تُعتبر هذه الكلاب غير مناسبة للاستخدام.
وفي عام 1976، وُلدت أنثى «بيضاء» من الدُّبَرمان،  ثم تم التزاوج بينها وبين ابنها، الذي قد تزاوج من قبل مع شقيقاته. واستمر هذا التزاوج بين الأقارب لبعض الوقت، مما سمح لمربي الماشية «إصلاح» التغيرات الجينية. تتميز كلاب الدُّبَرمان البيضاء بلونها الكريمي ووجود علامات بيضاء نقية على جسدها، بالإضافة إلى عيناها الزرقتان ثلجية اللون. وعلى الرغم من أن هذا الاضطراب يُعتبر نوع من أنواع المهق، لا يوجد وصف محدد لتلك الحالة. حيث تُعرف هذه الحيوانات بإيجابيتها للتيروزينيز، ومن ثم تفتقر إلى هياكل الميلانين في العين والجلد. ولم يتم تحديد أي نوع من التغيير الجيني لذلك. وبالتالي، لا يُعتبر الدُّبَرمان أبيض اللون بالفعل،  بل هو يُعاني من اضطراب وراثي ضار يُصاحبه مخاطر صحية متزايدة.

#### ذيل الدُّبَرمان

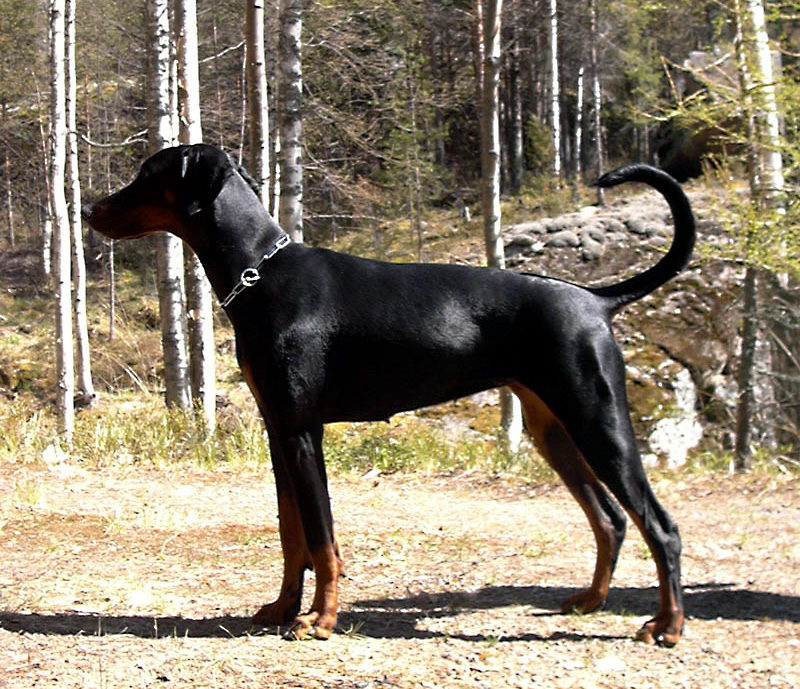
كلب الدُّبَرمان بذيله.

إن ذيل الدُّبَرمان الطبيعي طويل نوعاً ما، ولكن تمتلك الكلاب الفردية ذيل قصير نتيجة بتر الذيل جراحياً بعد وقت قصير من الولادة.
وتشتهر هذه العادة منذ قرون قبل أن تظهر سلالة الدُّبَرمان. والسبب المزعوم وراء ذلك هو ضمان عدم تأثير ذيل الكلب على عمله. وفي الآونة الأخيرة، أصبح بتر ذيل الكلاب موضوعاً مثيراً للجدل. وتشمل معايير نادي كينيل الأمريكي بتر ذيل الدُّبَرمان بالقرب من الفقرة الثانية. وتشتهر عادة البتر في أمريكا الشمالية، وروسيا، واليابان (بالإضافة إلى عدد من البلدان الأخرى). وفي كثير من البلدان الأوروبية، حرَّم القانون بتر ذيل الكلاب.

#### الأذن

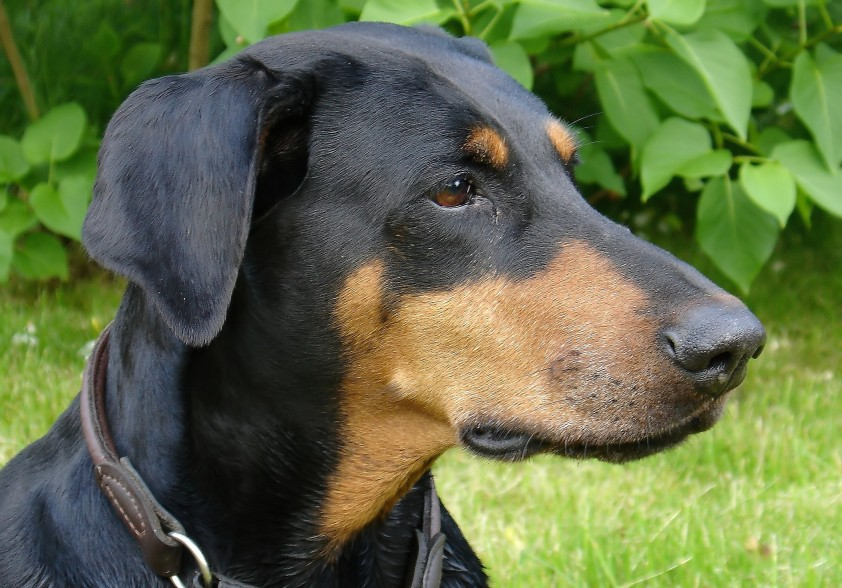
دُبَرمان ذو أذن طبيعية.

غالباً ما تكون أذن الدُّبَرمان قصيرة مثل العديد من السلالات الأخرى. ويرتبط ذلك من الناحية الوظيفية بنوع التزاوج. يعتبر تقصير الأذن مُحرَّماً في بعض البلدان مثل بتر الذيل. ولكن تمتلك كلاب الدُّبَرمان هذه آذان طبيعية. يتم تقصير أذن الدُّبَرمان عادةً بعد 7 إلى 9 أسابيع من الولادة. وإذا تم التقصير بعد 12 أسبوع، لن يكون ذلك ناجحاً بدرجة كبيرة للحصول على أذن مستقيمة. ولا يفضل بعض مربي الدُّبَرمان تقصير أذن حيواناتهم الأليفة لأنها قد تكون مؤلمة للحيوان. حيث تتضمن العملية بتر جزء من أذن الحيوان وإسنادها بضمادات. وذلك لتأخذ الأذن شكلاً رأسياً. وتسقط قشرة الجرح في غضون أسبوع، ويتم إزالة الغرز بعد أسبوع من ذلك. ويتمكن الجرو من إرساء أذنه إلى الوراء أو إلى أسفل. وتستغرق هذه العملية شهراً تقريباً. يتضايق الكلب من أذنه في شكلها الرأسي أكثر من الجراحة نفسها.
وتختلف نسبة الضيق الناتجة عن هذه العملية باختلاف التقنية المستخدمة.
ففي بعض البلاد، يُسمح لكلاب الدُّبَرمان منافسة كلاب مبتورة الأذن أو ذو أذن طبيعية. وفي ألمانيا، لا يُسمح باشتراك الكلاب مبتورة الأذن أو الذيل في أي منافسة بغض النظر عن بلد المنشأ. ويستثنى من ذلك استضافة ألمانيا لأي بطولة دولية.

### الحالة المزاجية للدُّبَرمان
يُعتقد خطأً أن كلاب الدُّبَرمان شرسة وعدوانية. ولهذه الأسباب، تمت تربيته ليكون كلب حماية شخصية: حيث يجب أن يكون كبير ومرعب وعلى استعداد للدفاع عن صاحبه. كما عليه أن يكون مطيعاً ولا يُهاجم أحد إلا بالأمر. فكانت هذه الصفات مهمة جداً للكلب ليقوم بدوره ككلب حراسة شخصي، أو كلب شرطة، أو كلب حروب. ولكن لم يجعله ذلك رفيق مثالي. وفي العقود الأخيرة، أدى حجم الدُّبَرمان وجسمه القصير وذكائه إلى أن يكون كلب أليف. تتميز هذه الكلاب بالولاء، على الرغم من الاعتقاد الخاطيء بأنها عدوانية. حيث يسهل تعليمهم 'احترام وحماية' أصحابها. وبالتالي، فهي كلاب حراسة ممتازة تحمي أصحابها التي تحبهم. وهناك أدلة على أن الدُّبَرمان في أمريكا الشمالية أكثر هدوءاً من مثيلاتها في الدول الأوروبية، وذلك بسبب استراتيجيات التربية تلك. وبسبب هذه الاختلافات في استراتيجيات التربية، نتج مجموعة من الدُّبَرمان ذات سمات مختلفة. وهناك بعض الكلاب التي وُلدت بالمعيار الحقيقي الأصلي للدُّبَرمان، على الرغم من أن العديد من كلاب الدُّبَرمان المعاصرة في أمريكا الشمالية تتميز بالرقة، والولاء، والمحبة، والذكاء.
وتُعتبر شخصية الدُّبَرمان غريبة، على الرغم من الصورة النمطية الخاطئة المُنتشرة. وهناك أدلة علمية على أن للدُّبَرمان صفات نفسية مستقرة مثل العوامل الشخصية والذكاء. وفي أوائل عام 1965، أظهرت الدراسات العديد من السمات السلوكية التي يتم تحديدها وراثياً. ومن ثم ظهرت العديد من المحاولات العلمية لتحديد شخصيته ومزاجه باستخدام التقنيات الإحصائية لتحديد السمات الشخصية لدى البشر. وتختلف هذه الدراسات في كثير من الأحيان عن طريق تحديد العوامل الشخصية المختلفة، وتصنيف سلالات مختلفة. وأوضحت إحدى الدراسات أن الدُّبَرمان تحتل مرتبة متقدمة في الألعاب مقارنة بغيرها: حيث أنها تحتل مرتبة متوسطة من حيث الفضول، ومرتبة منخفضة من حيث العدوانية. كما وضعت دراسة أخرى كلاب الدُّبَرمان في مرتبة منخفضة من حيث التفاعلات، ومرتبة مرتفعة من حيث العدوان والانفتاح.

#### الذكاء
ذكاء الكلاب هو مصطلح يشمل جميع الإمكانيات العقلية مثل: التعلُّم، وحل المشاكل، والاتصال. ويحتل الدُّبَرمان مرتبة عالية من بين أكثر سلالات الكلاب ذكاءً في الدراسات التجريبية وتقييمات الخبراء. فعلى سبيل المثال، صنَّف عالم الأحياء ستانلي كورين الدُّبَرمان في المرتبة الخامسة من حيث الذكاء ضمن مجموعة التدريب على طاعة الأوامر، وذلك استناداً إلى الدراسات الاستقصائية الانتقائية التي قام بها بعض المدربين، كما جاء في كتابه: ذكاء الكلاب. بالإضافة إلى ذلك، صنَّف هارت وهارت (1985) الدُّبَرمان في المرتبة الأولى ضمن الفئة نفسها. كما جاء الدُّبَرمان أيضاً في المرتبة الأولى وفقاً لتورتورا وهاو (1980) من حيث التدريب. [بحاجة لمصدر] وعلى الرغم من اختلاف أساليب التقييم، تُشِير هذه الدراسات إلى الدُّبَرمان يُعد من أكثر السلالات التي يمكن تدريبها، هذا بالإضافة إلى بوردر كولي، وكلب الراعي الألماني، وكلاب البودل.

#### العدوانية
هناك بعض الأبحاث التي تمت لتحديد ما إذا كان اختلاف التربية يؤدي إلى العدوان، بالإضافة إلى دراسات حول شخصية الكلاب. ففي دراسة أجريت مؤخراً، تم تقسيم العنف إلى أربع فئات: عدوان يستهدف الغرباء، وعدوان يستهدف المالك، وعدوان يستهدف الكلاب الغريبة، والتنافس مع الكلاب الأخرى. وأظهرت تلك الدراسة أن الدُّبَرمان يأتي في مرتبة عالية نسبياً ضمن العنف الموجَّه ضد الغرباء (بعد الكلب الألماني، وتشيهواهوا)، ولكنَّها تأتي في مرتبة منخفضة للغاية ضمن العنف الموجه ضد المالك. كما يأتي في المرتبة المتوسطة ضمن العنف الموجه ضد الكلاب والتنافس معهم. ومن ناحية محاولة العض، تأتي كلاب الدُّبَرمان في مرتبة منخفضة ضمن العدوان على البشر. كما أنها أقل عدوانيةً من سلالات أخرى (مثل الكوكر شبانيل، والبوردر كولي، والدانماركي العظيم. وخلصت الدراسة إلى أن هذا العدوان ناتج عن أساس جيني. حيث أن الدُّبَرمان يُظهر نمط مميز للعدوان يعتمد على الموقف. كما أن الدُّبَرمان لا يندرج تحت السلالات العدوانية.
على الرغم من أن الدراسات الأخيرة لا تضع الدُّبَرمان ضمن أكثر الكلاب عدوانية، تبدو هذه الكلاب عدوانية بسبب حجمها وقوتها وعدوانها تجاه الغرباء. كما أظهرت دراسات أن عضة كلب الدُّبَرمان خطيرة جداً. كما أن الأطفال معرضون للهجوم من الدُّبَرمان أكثر من كلب اللابرادور بخمس مرات. ووفقاً لمراكز مكافحة الأمراض واتقائها، لا يُؤدي هجوم الدُّبَرمان على البشر إلى الوفاة مثل غيره من السلالات الأخرى: كلاب البيتبول، وكلب الراعي الألماني، والروتويللر، والهاسكي، والوولف، وألاسكا. ووفقاً لمراكز مكافحة الأمراض واتقائها، تعتمد عضات الكلاب على مدى المسؤولية التي يُمارسها أصحاب الكلاب عليها.

## الصحة
يعيش الدُّبَرمان في المتوسط حوالي 10-14 سنة. كما تُعاني كثيراً من عدد من المشاكل الصحية مثل: اعتلال عضلة القلب التوسعي،  وعدم استقرار العمود الفقري العنقي،  ومرض فون ويليبراند،  وأمراض البروستاتا. هذا بالإضافة إلى مشاكل صحية أقل خطورة مثل: قصور الدرقية وتشوه مفصل الفخذ.
وقد أظهرت الدراسات أن الدُّبَرمان يُعاني من أمراض البروستاتا (مثل البروتستاتا الجرثومية، وأكياس البروستاتا، والأدينوكارسينوما، والتضخم الحميد) أكثر من أي سلالة أخرى. ويُمكن أن يُقلل إجراء عمليات العقم من هذه المخاطر (انظر كلب للحصول على معلومات أكثر).
ويُعتبر تمدد عضلة القلب سبب رئيسي للوفاة في كلاب الدُّبَرمان. ويُصيب هذا المرض الدُّبَرمان أكثر من أي سلالة أخرى. جاء ما يقرب من 40 ٪ من تشخيصات اعتلال عضلة القلب المتوسع من نصيب الدُّبَرمان، يليها الراعي الألماني بنسبة 13 ٪. وقد أظهرت الأبحاث أن التزاوج يتأثر بنوع مخفف من الألياف المتموجة الخاصة باعتلال عضلة القلب المتوسع الذي يُؤثر على العديد من السلالات الأخرى. وذلك بالإضافة إلى التسلل الدهني الذي يُصيب الدُّبَرمان والبوكسر.
ويعتبر هذا المرض خطير في معظم كلاب الدُّبَرمان. ووفقاً للدراسات المتعددة، تعرَّض نصف كلاب الدُّبَرمان التي خضعت للدراسة إلى هذه الخطورة. ومات ما يقرب من ربع كلاب الدُّبَرمان التي تُعاني من قصور في عضلة القلب فجأة لأسباب غير معروفة. كما مات خمسين في المئة بسبب قصور القلب. وهو من أخطر الأمراض التي تُصيب كلاب الدُّبَرمان. وبعد التشخيص، يُتوقع أن تعيش الكلاب الآخرى لمدة 8 أشهر؛ أما في حالة كلاب الدُّبَرمان، فيُتوقع أن تعيش لمدة تقل عن الشهرين. على الرغم من عدم معرفة أسباب المرض، هناك أدلة على أنه مرض وراوثي. وقد يُؤدي التحقيق في الأسباب الوراثية لضعف عضلة القلب في كلاب الدُّبَرمان إلى ظهور ممارسات علاجية وتربوية للحد من تأثيره.

## تاريخ سلالة الدُّبَرمان

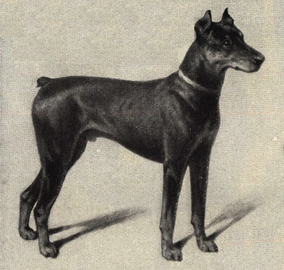
كلب الدُّبَرمان، 1909.

ربَّى كارل فريدريش لويس دُبَرمان كلاب الدُّبَرمان لأول مرة في بلدة أبولدا بولاية تورنغن الألمانية في حوالي عام 1890. وذلك في أعقاب الحرب الفرنسية البروسية. وخدمت كلاب الدُّبَرمان في جمع الضرائب المحلية. ومع الوصول إلى العديد من سلالات الكلاب، قال إنه يهدف لخلق جيل مثالي لحمايته خلال مجموعاته التي تأخذه إلى مناطق قُطَّاع الطرق في الأماكن الموبوءة. ومن ثم بدأ في تربية نوع جديد من الكلاب التي ستكون مزيجاً مثالياً من القوة، والولاء، والذكاء. وفي وقتٍ لاحق، واصل أوتو جويلر وفيليب جرينج تطوير هذه السلالة لتصبح الكلب الذي نراه اليوم.

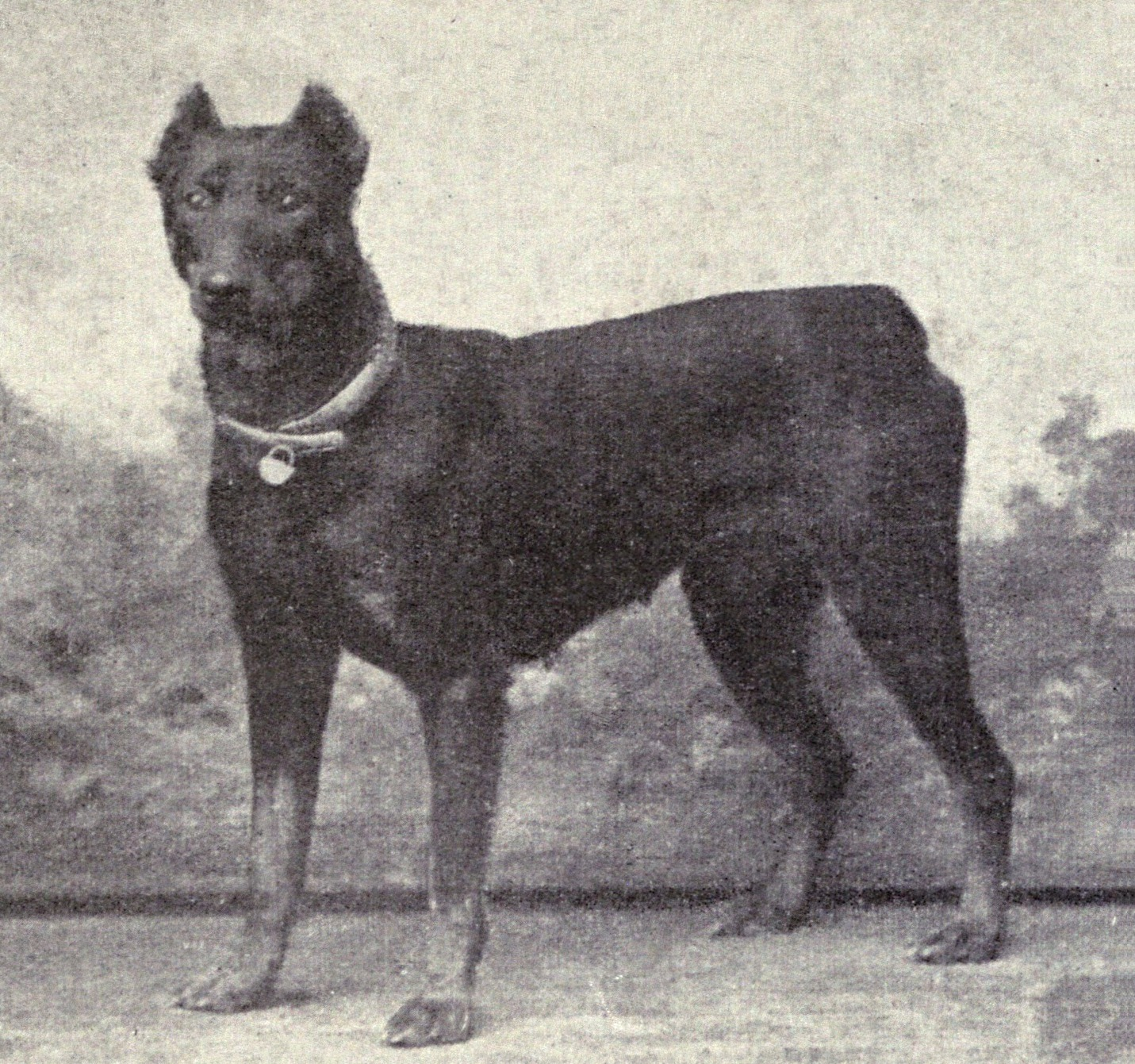
كلب الدُّبَرمان، 1915.

يُعتقد بأنه تم تهجين هذه السلالة من خلال سلالات مُختلفة من الكلاب التي كانت تتميز بالصفات التي كان يبحث عنها دُبَرمان، بما في ذلك البنشر الألماني، والبيوســــرون، وروت فايلر، والتورينجيان سيلفان، وكلب السلوقي الإيطالي، والدانماركي العظيم، والوايمري، والبوينتر الألماني قصير الشعر، ومانشستر تيريير، والراعي الألماني القديم. ولم يتم التوصل إلى نسب الخلط التي استخدمت، على الرغم من اعتقاد العديد من الخبراء بأن كلاب الدُّبَرمان هي مزيج من أربعة سلالات على الأقل. وذلك باستثناء توثيق التهجين مع سلالة الكلاب السلوقية ومانشستر. كما يُعتقد بأن جينات سلالة الراعي الألماني هي أكبر مساهم في تهجين الدُّبَرمان. وكتب فيليب جروينج كتاب بعنوان كلاب الدُّبَرمان، (طُبع لأول مرة في عام 1939). ويُعتبر هذا الكتاب أكثر الدراسات عمقاً حول تطور الدُّبَرمان. حيث يصف أوتو جولير تطور السلالة المُبكِّر، مما سمح بظهور سلالة الدُّبَرمان كما نراها اليوم.
وبعد وفاة دُبَرمان في عام 1894، لقَّب الألمان تلك السلالة بكلاب الدُّبَرمان تكريماً له.

## أشهر كلاب الدُّبَرمان
- عاصفة رانشو دوبي: العودة إلى وستمنستر، الأفضل في العرض (1952، 1953).
- بنغو فون إليندونك: أول كلب من سلالة الدُّبَرمان يٌسجل 300 نقطة في لعبة كلب الحراسة.
- كامبريا كاكتاس كاش: بطل الدوري اعتباراً من شهر يونيو 2007
- جراف بيلينج ضد جرونلاند: أول دُبَرمان مسجل.
- زيوس وأبولو: كلاب حراسة جوناثان هيجنز في عام 1980، في برنامج ماجنوم بي آي التلفزيوني الأمريكي.
- في رواية الحارس في حقل الشوفان بقلم جيروم ديفيد سالينغر، قابل بطل الرواية هولدن كولفيلد فتاة (جاين غالاغير) لأن كلبها الدُّبَرمان دخل فناء عائلته.